# McRéfugié
« McRéfugié »  est le surnom des personnes qui passent la nuit dans un restaurant McDonald's ouvert 24h/24.
Le terme est d'abord apparu au Japon : マック難民 (makku nanmin). Il est ensuite largement remplacé par ネットカフェ難民 (nettokafe nanmin), littéralement « réfugié de l'internet café (en) ». Au Japon, la plupart des restaurants McDonald's fonctionnent 24h/24. En raison du chômage, des loyers élevés et des coûts de transport au Japon, les McRéfugiés choisissent de passer la nuit dans un McDonald's.
Le phénomène et le mot se sont répandus à Hong Kong sous le nom de mahk naahn màhn (麥難民), où certains jouent à des jeux vidéo et sont connus sous le nom de « McGamers ». McDonald's a ouvert des succursales ouvertes 24 heures sur 24 en Chine continentale en septembre 2006, ce qui a rapidement attiré des McRéfugiés.
Début octobre 2015, la mort d'une femme à Hong Kong dans un restaurant McDonald's ouvert 24 heures sur 24 à Kowloon Bay (en) a attiré l'attention sur le phénomène des McRéfugiés. Parmi les plus de 1 600 sans-abri à Hong Kong en 2015, environ 250 étaient des McRéfugiés,,.
En 2018, une étude menée par la Société d'organisation communautaire (en) a révélé qu'il y avait 384 McRéfugiés à Hong Kong. En août de la même année, un film concernant ce sujet est tourné à Hong Kong, sous le titre I'm Livin' It, imitant le slogan du restaurant, I'm loving it,.